# Ana Usabiaga
Ana Usabiaga Balerdi (Villafranca de Ordizia, 19 de enero de 1990) es una ciclista profesional española especialista en ciclismo en pista con varios títulos nacionales y participaciones en competiciones internacionales.
 También disputa carreras de ciclismo en ruta, de hecho participó en campeonatos europeos y mundiales en categorías inferiores de ciclismo en ruta y estuvo enrolada en el equipo de carretera del Lointek entre 2011 y 2013; además es seleccionada, ocasionalmente, por la selección de España de ruta para participar en algunas carreras de esa modalidad.
Su hermana menor, Irene, también es ciclista profesional, de hecho siempre han compartido equipo. Además, su hermano mayor, Pedro, también fue ciclista aunque este a modo amateur.

## Palmarés
2009
- Campeonato de España Persecución por Equipos (haciendo equipo con Eneritz Iturriaga y Leire Olaberría)
- Campeonato de España Velocidad por Equipos (haciendo equipo con Ainhoa Pagola)

2010
- Campeonato de España Persecución por Equipos (haciendo equipo con Olatz Ferrán y Leire Olaberría)

2011
- 2.ª en el Campeonato de España Persecución
- 2.ª en el Campeonato de España Scratch
- Campeonato de España Velocidad por Equipos (haciendo equipo con Tania Calvo)
- Campeonato de España Omnium

2012
- Campeonato de España Persecución
- Campeonato de España Persecución por Equipos (haciendo equipo con Olatz Ferrán e Irene Usabiaga)
- Campeonato de España Velocidad por Equipos (haciendo equipo con Tania Calvo)

2013
- Campeonato de España Scratch
- Campeonato de España Puntuación
- Campeonato de España Velocidad por Equipos (haciendo equipo con Tania Calvo)

2014
- Habana Puntuación
- Campeonato de España Scratch
- Campeonato de España Persecución por Equipos (haciendo equipo con Olatz Ferrán e Irene Usabiaga)
- Campeonato de España Velocidad por Equipos (haciendo equipo con Tania Calvo)

2015
- 3.ª en el Campeonato de España Scratch
- Campeonato de España Persecución por Equipos (haciendo equipo con Ziortza Isasi, Naia Leonet e Irene Usabiaga)
- Campeonato de España Velocidad por Equipos (haciendo equipo con Tania Calvo)
- Annadia Scratch

## Equipos

### Pista
- Euskadi (2009-2016)
  - Cespa-Euskadi (2012)
  - Eustrak-Euskadi (2013-2016)

### Carretera
- Lointek (2011[12] -2013)